# Évelyne Golhen
Évelyne Josephine Louise Golhen, coniugata Mabey (Le Havre, 15 aprile 1933 – Beuzeville, 17 febbraio 2021), è stata una cestista francese.

## Carriera
Con la Francia ha disputato i Campionati del mondo del 1953 e i Campionati europei del 1952.